# Nicolai Tanasoglu
Nicolai Tanasoglu (în găgăuză Nikolay Tanasoglu; n. 1895, Chiriet-Lunga, Găgăuzia, Republica Moldova – d. 1970) a fost un scriitor, pedagog și traducător român și sovietic moldovean de etnie găgăuză. Este considerat drept unul dintre pionierii predării școlare în limba găgăuză.

## Biografie
S-a născut în satul Chiriet-Lunga din ținutul Bender, Basarabia (Imperiul Rus) într-o familie de țărani. După absolvirea școlii din satul natal, a intrat la școala reală din Comrat, pe care a absolvit-o în 1917. Din 1918 a fost angajat în predare. După ocuparea Basarabiei din 1940, a fost numit director al unei școli. Pentru efortul adus la eliminarea analfabetismului din satul natal, a fost ales delegat la I Congres Republican al Profesorilor din RSS Moldovenească.
Și-a început cariera literară la sfârșitul anilor 1940. A scris basme, legende, balade pe baza folclorului găgăuz. În anii 1950, poeziile sale au fost publicate în ziare. Colecția Bucaktan seslär („Vocile Bugeacului”) include trei dintre operele sale poetice. Colecția sa literară Bucak, Bucak... („Bugeac, Bugeac...), care povestește despre viața satului său de la începutul secolului al XX-lea, a fost publicată postum.
În anii 1958-1962 a participat la pregătirea și publicarea primelor manuale găgăuze. A tradus lucrări clasice ale literaturii rusești și românești în limba găgăuză.
În ultimii ani de viață, a lucrat asupra unui dicționar găgăuz, dar această lucrare a rămas nefinisată.
Numele scriitorului poartă o stradă din Ceadîr-Lunga.